# Confederația Braziliană de Fotbal
Confederația Braziliană de Fotbal (portugheză Confederação Brasileira de Futebol sau CBF) este corpul principal de fotbal din Brazilia. Confederația Braziliană de Fotbal s-a fondat în 1914 și s-a afiliat la FIFA în 1923. Președintele confederației este Ricardo Teixeira.

## Președinți ai CBF
|     | Nume                      | Din                | Până în            |
| --- | ------------------------- | ------------------ | ------------------ |
| 1.  | Álvaro Zamith             |                    | 4 noiembrie 1916   |
| 2.  | Arnaldo Guinle            | 4 noiembrie 1916   | 8 ianuarie 1920    |
| 3.  | Ariovisto de Almeida Rego | 8 ianuarie 1920    | 26 aprilie 1921    |
| 4.  | Oswaldo Gomes             | 26 aprilie 1921    | 26 ianuarie 1924   |
| 5.  | Ariovisto de Almeida Rego | 26 ianuarie 1924   | 20 iunie 1924      |
| 6.  | Wladimir Bernardes        | 20 iunie 1924      | 19 decembrie 1924  |
| 7.  | Oscar Rodrigues da Costa  | 19 decembrie 1924  | 13 octombrie 1927  |
| 8.  | Renato Pacheco            | 13 octombrie 1927  | 23 septembrie 1933 |
| 9.  | Álvaro Catão              | 23 septembrie 1933 | 5 septembrie 1936  |
| 10. | Luiz Aranha               | 5 septembrie 1936  | 28 ianuarie 1943   |
| 11. | Rivadávia Correa Meyer    | 28 ianuarie 1943   | 14 ianuarie 1955   |
| 12. | Sylvio Correa Pacheco     | 14 ianuarie 1955   | 14 ianuarie 1958   |
| 13. | João Havelange            | 14 ianuarie 1958   | 10 ianuarie 1975   |
| 14. | Heleno de Barros Nunes    | 10 ianuarie 1975   | 18 ianuarie 1980   |
| 15. | Giulite Coutinho          | 18 ianuarie 1980   | 17 ianuarie 1986   |
| 16. | Otávio Pinto Guimarães    | 17 ianuarie 1986   | 16 ianuarie 1989   |
| 17. | Ricardo Teixeira          | 16 ianuarie 1989   | ianuarie 2014      |